# Otto Flehinghaus

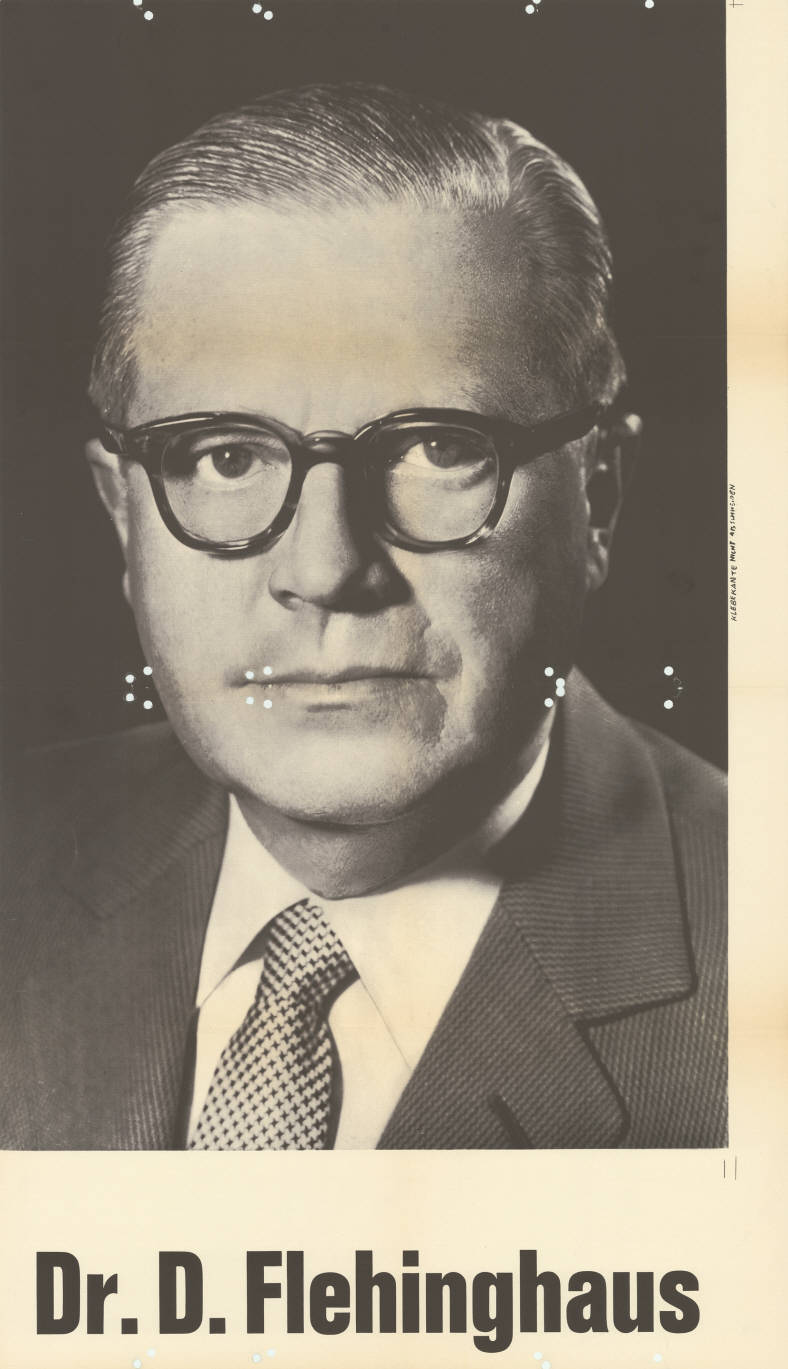
Otto Flehinghaus

Otto Flehinghaus (* 30. Juni 1904 in Witten; † 20. April 1987 in Düsseldorf) war ein deutscher Jurist und Politiker (CDU).

## Leben und Beruf
Flehinghaus wurde als Sohn eines Lehrers in Witten geboren. Nach dem Abitur am Realgymnasium in Witten studierte Otto Flehinghaus Rechtswissenschaften in München, Marburg und Göttingen. Als Burschenschafter, er wurde 1923 Mitglied der Burschenschaft Rhenania München, war er 1926/27 geschäftsführender Vorsitzender des Erlanger Verbände- und Ehrenabkommens. 1927 legte er die erste juristische Staatsprüfung ab und war anschließend als Gerichtsreferendar in Bochum, Witten und Hamm tätig. 1930 promovierte er zum Dr. jur. Nach der zweiten juristischen Staatsprüfung 1931 arbeitete er bis 1934 als Gerichtsassessor. Zum 1. Mai 1933 trat er der NSDAP bei (Mitgliedsnummer 2.623.000).
Flehinghaus war unter anderem als Amts- und Landgerichtsrat in Münster, Essen, Dortmund, Arnsberg und Lüneburg tätig. Er war von 1934 bis 1938 Landgerichtsrat am Landgericht Hannover sowie am Oberlandesgericht Celle und seit 1938 Landgerichtsrat am Oberlandesgericht Düsseldorf. Von 1939 bis 1945 nahm er als Soldat am Zweiten Weltkrieg teil und geriet schließlich in US-amerikanische Gefangenschaft, aus der er 1946 entlassen wurde. Er arbeitete zunächst als Repetitor für Rechtsreferendare in Bielefeld.
Ab 1948 war Otto Flehinghaus erneut als Landgerichtsrat am Oberlandesgericht Düsseldorf tätig und wurde 1950 zum Oberlandesgerichtsrat befördert. Er war von 1950 bis 1954 Leiter der Umlegungsbehörde der Stadt Düsseldorf und arbeitete von 1954 bis 1958 als Chefjustitiar bei der Commerzbank AG in Düsseldorf. Anschließend nahm er eine Tätigkeit als Rechtsanwalt auf.
In seine Zeit als Justizminister von Nordrhein-Westfalen fällt auch ein Attentatsversuch auf Flehinghaus im Jahr 1960. Als Flehinghaus' Sekretärin im Vorzimmer des Ministers ein Paket öffnete, kam dabei ein Sprengsatz zum Vorschein, der allerdings nicht detonierte, weil die Sekretärin das Paket senkrecht statt waagerecht öffnete.

## Politik
Flehinghaus trat 1952 der CDU bei. Er war seit 1962 Mitglied im Landesvorstand der CDU Rheinland und Vorsitzender des Evangelischen Arbeitskreises der CDU Rheinland.

### Abgeordneter
Flehinghaus gehörte von 1954 bis 1970 dem nordrhein-westfälischen Landtag an und war von 1966 bis 1970 einer der Vizepräsidenten des Landtags.

### Öffentliche Ämter
Von Juli 1958 bis Juli 1962 war Flehinghaus Justizminister in der von Ministerpräsident Franz Meyers geführten Landesregierung von Nordrhein-Westfalen.

### Kirchliches Engagement
25 Jahre lang wirkte Flehinghaus als Presbyter der Evangelischen Lutherkirchen-Gemeinde in Düsseldorf-Bilk. Er war Mitglied der Kreissynode Düsseldorf-Süd und Vorstand des Kirchenkreisverbandes, des ständigen Kirchenordnungsausschusses und der Synode der Evangelischen Kirche in Deutschland. Von 1963 bis 1975 war er Vorstandsvorsitzender des Diakonischen Werkes der EKD. Außerdem war er Vorsitzender des Dorotheenheimes Hilden und Mitglied des Kuratoriums des Evangelischen Krankenhauses Düsseldorf. Dem Johanniterorden gehörte er als Rechtsritter an.